# Kokra (Preddvor, Slovenija)
Kokra je naselje u slovenskoj Općini Preddvoru. Kokra se nalazi u pokrajini Gorenjskoj i statističkoj regiji Središnjoj Sloveniji. 

## Stanovništvo
Prema popisu stanovništva iz 2002. godine naselje je imalo 266 stanovnika.